# Tricoryne
Tricoryne es un género de plantas monocotiledóneas, herbáceas y perennes, que se incluye en la familia Xanthorrhoeaceae Comprende 8 especies nativas de Australia, con dos de ellas extendiéndose hasta Nueva Guinea.

## Especies
A continuación se brinda un listado de las especies de Tricoryne, ordenadas alfabéticamente. Para cada una se provee el nombre binomial seguido del autor respectivo —abreviado según las convenciones y usos— y la publicación válida. Finalmente, para cada especie también se detalla su distribución geográfica.
- Tricoryne anceps R.Br., Prodr. Fl. Nov. Holl.: 278 (1810). Nueva Guinea al Norte de Queensland.
- Tricoryne corynothecoides Keighery, Willdenowia 15: 473 (1986). Norte y Sur de Australia Occidental.
- Tricoryne elatior R.Br., Prodr. Fl. Nov. Holl.: 278 (1810). Australia.
- Tricoryne humilis Endl. in J.G.C.Lehmann, Pl. Preiss. 2: 36 (1846). Sudoeste de Australia Occidental.
- Tricoryne muricata Baker, J. Linn. Soc., Bot. 15: 363 (1876). Centro y sudeste de Queensland.
- Tricoryne platyptera Rchb.f., Beitr. Syst. Pflanzenk.: 72 (1871). Sudeste de Nueva Guinea al norte de Queensland.
- Tricoryne simplex R.Br., Prodr. Fl. Nov. Holl.: 278 (1810). Centro y este de. & E. Nueva Gales del Sur.
- Tricoryne tenella R.Br., Prodr. Fl. Nov. Holl.: 278 (1810). Centro y sur de Australia Occidental, SE. Australia Meridional (incluyendo la Isla Canguro).